# FC Linz

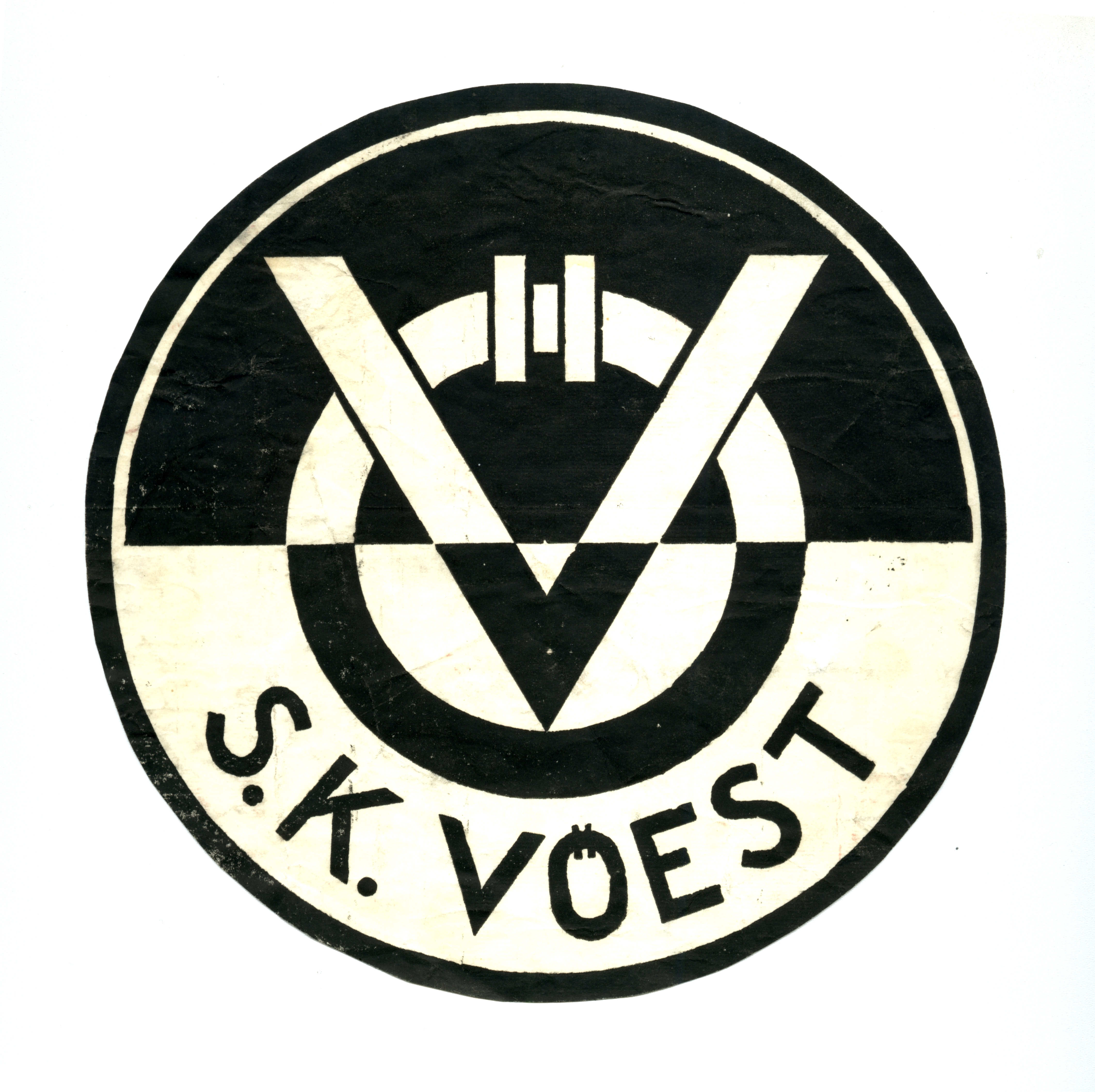
Wappen des SK VÖEST Linz aus der Gründungszeit in Schwarz-Weiß

Der FC Linz war ein Fußballverein aus der oberösterreichischen Landeshauptstadt Linz in Österreich.
Der Stammverein wurde 1946 als Werksportverein des staatlichen Stahlkonzerns VÖEST als SK VÖEST Linz gegründet und spielte ab 1969 in der höchsten österreichischen Fußballliga. Größter Erfolg der Mannschaft war der Meistertitel 1974. 1990 spaltete sich die Fußballabteilung vom Stammklub ab und wurde als FC VOEST Linz selbstständig. Nach dem Ausstieg der VÖEST aus dem Verein 1991 benannte sich der Verein zunächst in FC Stahl Linz bzw. 1993 in FC Linz um. Unter diesem Namen spielte der Verein bis 1997, ehe er mit dem Linzer ASK offiziell zu LASK Linz fusionierte, tatsächlich aber ausgelöscht wurde. Als Nachfolgeverein wurde der FC Blau-Weiß Linz gegründet.
Seit 2013 gibt es einen, aus der Sektion Betriebsfußball des SK VÖEST entstandenen, neuen FC Stahl Linz. Dieser spielt seit der Saison 2014/15 als eigenständiger Verein im oberösterreichischen Unterhaus.

## Geschichte

Wappen des SK VÖEST Linz in Blau-Weiß

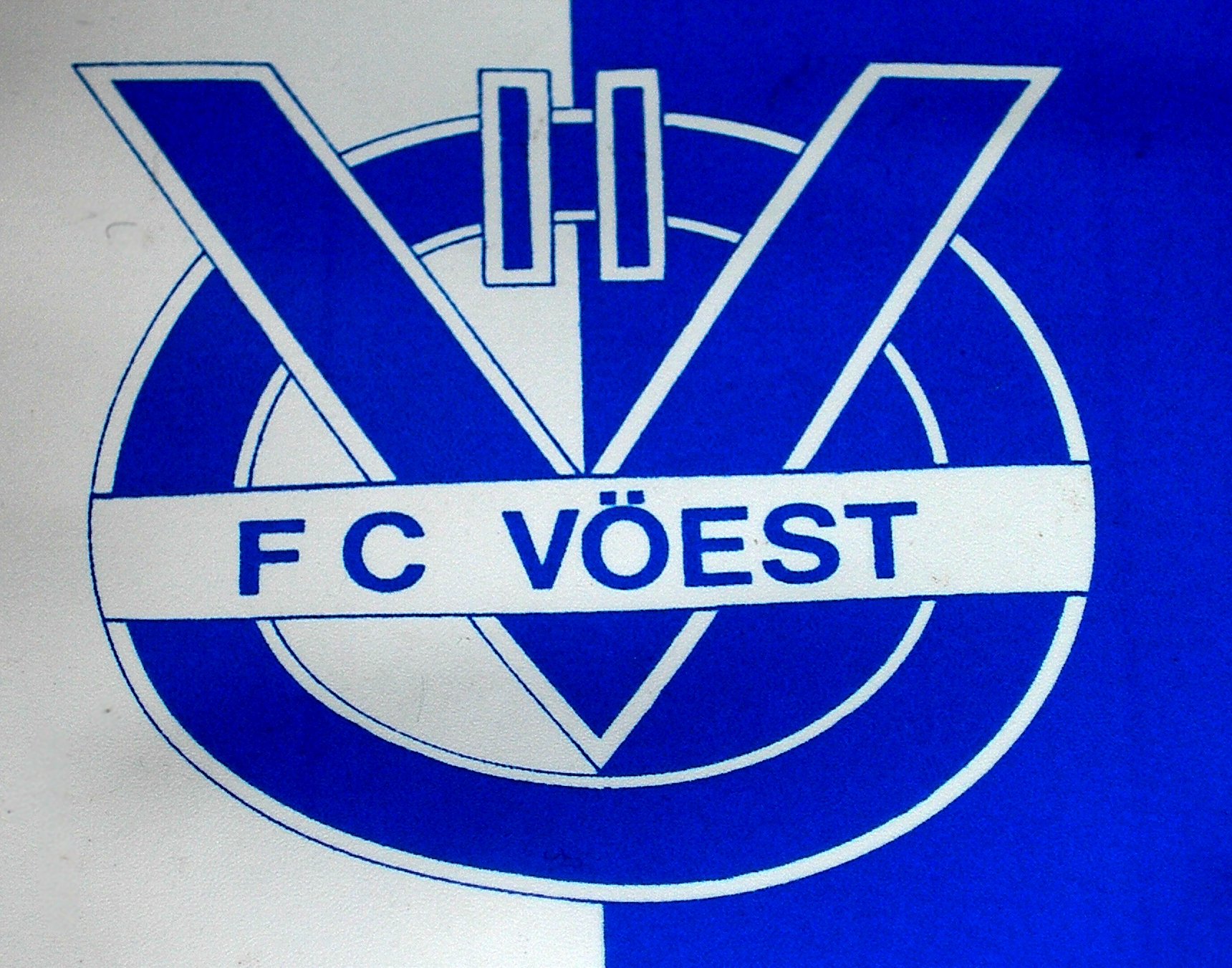
Wappen des FC VOEST Linz (Saison 1990/91)

Wappen des FC Stahl Linz (1991–1993)

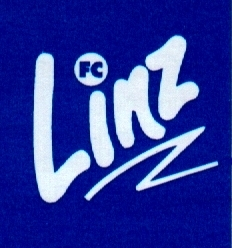
Wappen des FC Linz (1993)

Wappen des FC Linz (Saison 1996–97)

Der Verein wurde am 30. Juni 1946 als SV Eisen und Stahl 1946 Linz mit den Klubfarben Schwarz-Weiß gegründet. Am 10. November 1949 erfolgte die Umbenennung des Werkssportvereines in SK VÖEST Linz.
Zweimal wurde der Klub oberösterreichischer Landesmeister. Während man 1958 noch am Aufstieg in die damalige Staatsliga B in den Relegationsspielen am KSV Ankerbrot Wien scheiterte, war der SK VÖEST 1961 als Meister für die als Unterbau zur Nationalliga neueingerichtete Regionalliga Mitte (Oberösterreich, Steiermark und Kärnten) direkt teilnahmeberechtigt.
Nach der Saison 1968/69, in der man erstmals regelmäßig im Linzer Stadion auf der Gugl spielte – davor bestritt man dort des Öfteren die Vorspiele zu den Erstligamatches des SV Stickstoff Linz, mit dem man 1963/64 auch eine kurzlebige Kooperation eingegangen war – stieg man nach einer überragenden Herbstsaison (mit 12 Siegen, darunter ein 9:0 gegen den Klagenfurter AC, und einem Unentschieden aus 13 Partien) als Meister der Regionalliga Mitte in die Nationalliga auf.
Im Sommer 1972 wurden die Vereinsfarben auf Blau und Weiß geändert. Unter diesem Namen sichert sich der Verein seinen einzigen österreichischen Meistertitel in der Saison 1973/74. Im Jahr 1978 erfolgte eine Änderung des Vereinsnamens auf SK VOEST Linz.
1980 nahm man letztmals am Europacup teil und schied wie auch dreimal davor (Dynamo Dresden, FC Barcelona, Vasas Budapest) bereits in der ersten Runde aus, diesmal gegen TJ Zbrojovka Brno.
Nach einer Reihe ziemlich trister Spielzeiten in den 1980er Jahren fand sich der Klub 1988 in der damaligen Mittleren bzw. Aufstiegs-Play-Off wieder und musste trotz einer relativ erfolgreichen Hinrunde nach einem 0:3 beim SK Austria Klagenfurt schlussendlich doch noch erstmals in der Vereinsgeschichte in die gesamtösterreichische 2. Division absteigen. Der Wiederaufstieg gelang erst nach zwei erfolglosen Anläufen in der Saison 1990/91, indem man souverän die Aufstiegs-Play-Off gewann und sich damit gleichzeitig auch den Meistertitel der 2. Division sichern konnte.
1990 spaltete sich die Fußballabteilung vom Stammklub ab und wurde als FC VOEST Linz selbstständig. Nach dem Ausstieg der „Vereinigten Österreichischen Eisen- und Stahlwerke“ (VÖEST) aus dem Verein nannte sich der Klub ab 1991 FC Stahl Linz. Da den Namen „Stahl Linz“ viele noch immer mit dem ehemaligen Geldgeber VÖEST assoziierten, wurde 1993 beschlossen, den Verein in FC Linz umzutaufen.
Einen beachtlichen Erfolg lieferte der damalige Zweitligaverein mit dem Erreichen des Pokalfinales in der Saison 1993/94, das jedoch am 11. Juni 1994 im Ernst Happel-Stadion vor nur 6000 Zuschauern gegen den FK Austria Wien klar mit 0:4 verloren ging. Nach Beendigung der Saison 1996/97 wurde aus wirtschaftlichen Gründen auf Druck der Politik die „Fusion“ mit dem Stadtrivalen LASK Linz beschlossen, die jedoch einer Auflösung des FC Linz gleichkam. Im selben Jahr wurde mit dem FC Blau-Weiß Linz ein Nachfolgeverein des ehemaligen Werkssportklub im moralischen, jedoch nicht im juristischen Sinn gegründet, der von einem Großteil der ehemaligen FC-Linz-Anhänger unterstützt wird.

## Sponsoren im Vereinsnamen
Bis 1986 reichte das vom Werk zur Verfügung gestellte Budget für die Aufrechterhaltung des Spielbetriebs aus, erst in der Saison 86/87 tauchte mit dem Miettextil-Unternehmen „Salesianer Miettex“ erstmals eine externe Firma als Hauptsponsor und damit auch im Vereinsnamen auf. Die Sponsorenschaft blieb auch nach dem Abstieg in die 2. Division aufrecht, nach dem Wiederaufstieg 1991 zog man sich allerdings zurück. Im Spätherbst 1993, der mittlerweile in FC Linz umbenannte Verein war inzwischen wieder in die 2. Liga abgestiegen, kaufte sich der oberösterreichische Getränkehersteller Keli in den Klubnamen ein, eine Zusammenarbeit, die ebenfalls mit dem neuerlichen Aufstieg in die 1. Division im Juni 1996 ihr Ende fand.

## Bekannte Spieler
| - Zoran Barišić - Ronald Brunmayr - Herwig Drechsel - Radek Drulák - Norbert Ebster - Ove Flindt-Bjerg - Didier Frenay - Erwin Fuchsbichler - Édgar García de Dios - Koloman Gögh - Gerald Haider - Reinhold Hintermaier | - Willi Kreuz - Heinz Libuda - Daniel Madlener - Ferdinand Milanovich - Hans-Dieter Mirnegg - Erik Mykland - Peter Pacult - Hans Reich - Herbert Rettensteiner - Hugo Sánchez - Frenk Schinkels - Manfred Seber | - Josef Stering - Christian Stumpf - Walter Waldhör - Jürgen Werner I - Jürgen Werner II - Günther Zeller - Georg Zellhofer - Manfred Zsak - Alfred Gert - Frano Poparic - Helmut Wartinger |

## Erfolge

### SK VÖEST Linz
- Österreichischer Meister: 1973/74
- Österreichischer Vizemeister: 1974/75
- Österreichischer Pokalfinalist: 1977/78
- Oberösterreichischer Landesmeister: 1957/58 und 1960/61
- Meister der Regionalliga Mitte: 1968/69

### SK VOEST Linz
- Österreichischer Vizemeister: 1979/80

### FC VOEST Linz
- Meister der 2. Liga: 1990/91

### FC Stahl Linz
- 6. Platz als Aufsteiger in der Saison 1991/92

### FC Linz
- Österreichischer Pokalfinalist: 1993/94
- Meister der 2. Liga: 1995/96

## Europapokalbilanz
| Saison  | Wettbewerb                    | Runde    | Gegner             | Gesamt | Hin     | Rück    |
| ------- | ----------------------------- | -------- | ------------------ | ------ | ------- | ------- |
| 1972/73 | UEFA-Pokal                    | 1. Runde | Dynamo Dresden     | 2:4    | 0:2 (A) | 2:2 (H) |
| 1974/75 | Europapokal der Landesmeister | 1. Runde | FC Barcelona       | 0:5    | 0:0 (H) | 0:5 (A) |
| 1975/76 | UEFA-Pokal                    | 1. Runde | Vasas Budapest     | 2:4    | 2:0 (H) | 0:4 (A) |
| 1980/81 | UEFA-Pokal                    | 1. Runde | TJ Zbrojovka Brünn | 1:5    | 1:3 (A) | 0:2 (H) |

Gesamtbilanz: 8 Spiele, 1 Sieg, 2 Unentschieden, 5 Niederlagen, 5:18 Tore (Tordifferenz −13)